# João Rabelo de Lima
João Rabelo de Lima foi um administrador colonial português, nono governador da capitania da Paraíba. Governou de 1612 a 1616 e sucedeu Francisco Coelho de Carvalho.